# Reno B. Olsen
Reno Bent Olsen (19. februar 1947 i Roskilde) er tidligere dansk banecykelrytter. 
Han vandt tolv danmarksmesterskaber, og han deltog i OL 1968 i Mexico City som del af det danske hold i 4.000 m forfølgelsesløb. De øvrige på holdet var Gunnar Asmussen, Mogens Frey,  Per Lyngemark og Peder Pedersen. De indledte med at sætte ny olympisk rekord i den tynde luft i Mexico med tiden 4.23,58 minutter, da de besejrede Mexico (tiden blev forbedret flere gange i den indledende runde), i kvartfinalen slog de Tjekkoslovakiet, og semifinalen gav sejr over Sovjetunionen. I finalen mod Vesttyskland førte tyskerne fra starten, og da en af danskerne måtte opgive efter ni af de tolv omgange, var sejren til tyskerne tilsyneladende sikker. Men da en af de tyske ryttere tilsyneladende strejfede en af holdkammeraterne, blev det tyske hold diskvalificeret, og danskerne fik guld, skønt de kørte i tiden 4.22,44, mens tyskerne kørte i 4.18,94. Tyskerne måtte derfor nøjes med sølv, mens Italien vandt bronze.
Olsen deltog også ved OL 1972 i München, hvor han i 4.000 m individuelt forfølgelsesløb blev nummer tretten i kvalifikationsrunden i tiden 5.02,00 minutter, hvilket ikke var nok til at komme med i kvartfinalen. I holdforfølgelsesløbet kørte han sammen med Gunnar Asmussen, Svend Erik Bjerg og Bent Pedersen, og med tiden 4.34,78 minutter i kvalifikationsrunden blev de nummer tretten, hvilket heller ikke her var tilstrækkeligt til videre deltagelse.